# ایبی پبا

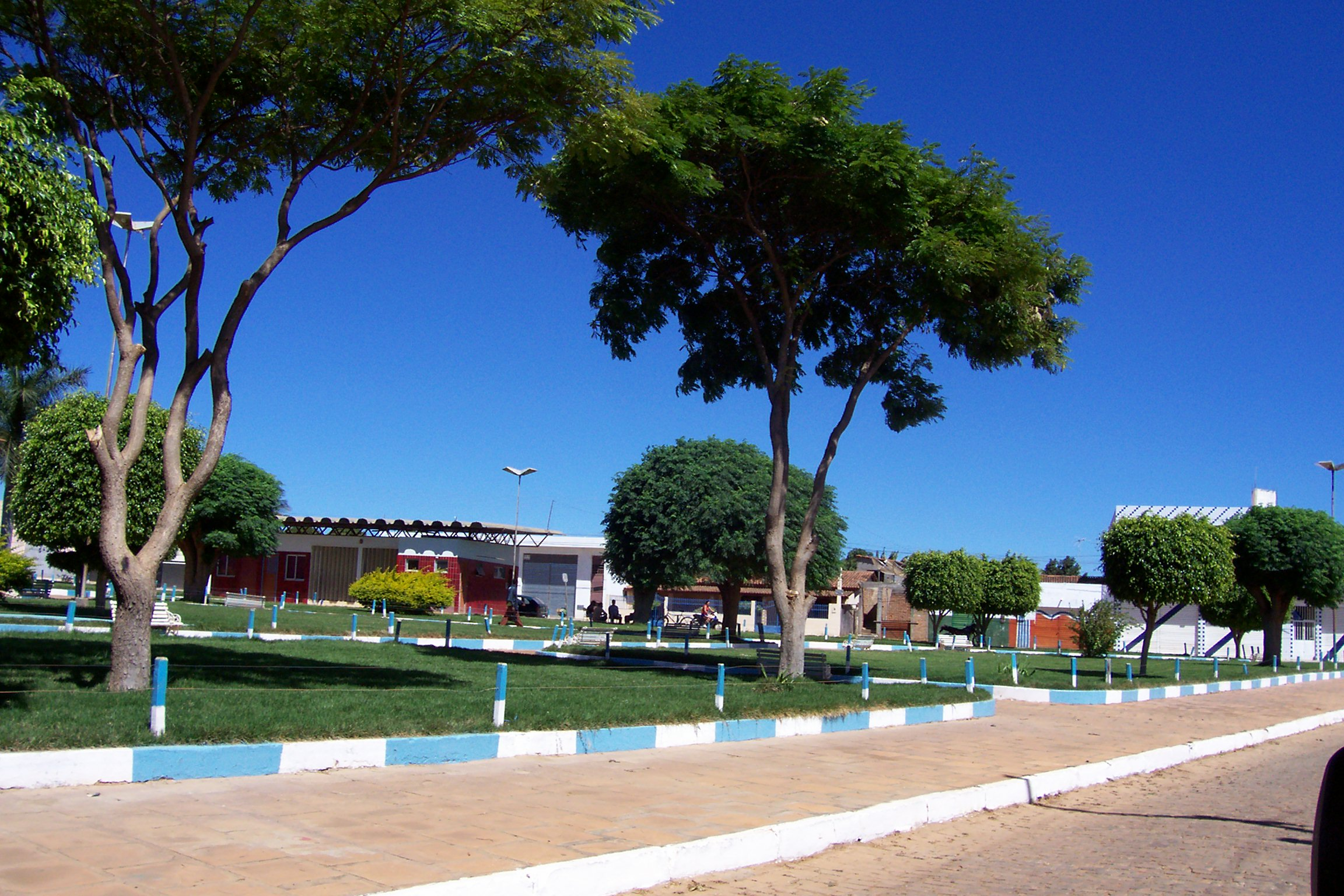
ایبی پبا، برزیل

ایبی پبا (به پرتغالی: Ibipeba) یک منطقهٔ مسکونی در برزیل است که در باهیا واقع شده‌است. ایبی پبا ۱۸٬۳۱۹ نفر جمعیت دارد.